# Nuestra Señora de la Asunción (Baracoa)
De Nuestra Señora de la Asunción is een kathedraal gebouwd in 1833 in de stad Baracoa in Cuba. De kathedraal is vernoemd naar de originele naam van de stad Baracoa; Nuestra Señora de la Asunción de Baracoa. Die naam was gegeven bij de stichting van de plaats door de Spaanse ontdekkingsreiziger Diego Velázquez de Cuéllar.
De kathedraal herbergt de Cruz de la Parra, een belangrijk christelijk relikwie. In het begin van de 21e eeuw verkeert de kathedraal in een vervallen toestand.